# 天津朝鲜银行大楼
天津朝鲜银行大楼是朝鲜银行在中国天津建造的分行大楼。该分行开设于1918年，选址在天津法租界的主要街道大法国路（今解放北路97--101号），作为天津租界时代留存下来的重要建筑之一，该建筑目前是特殊保护等级历史风貌建筑和天津市文物保护单位。

## 建筑
天津朝鲜银行大楼建于1918年。建筑面积2000平方米，为三层砖混结构楼房。入口处为硬木雕花大门，两边侧立着十几棵采用传统磨砖对缝建筑手法的罗马式圆柱。二层窗台为形成护栏式回廊的瓶式列柱装饰，顶层建有缓坡式屋顶，在转角处有山花式处理的细节。整体建筑为法国古典主义建筑风格。此大楼的局部也曾为由法国人开办的乌利文洋行。

## 内部链接
- 朝鲜银行